# SN 1995F
SN 1995F – supernowa typu Ic odkryta 14 lutego 1995 roku w galaktyce NGC 2726. W momencie odkrycia miała maksymalną jasność 14,70m.